# Rubicundiella perturbatrix
Rubicundiella perturbatrix är en stekelart som beskrevs av Heinrich 1962. Rubicundiella perturbatrix ingår i släktet Rubicundiella och familjen brokparasitsteklar. Inga underarter finns listade i Catalogue of Life.